# Draft de l'NBA del 2014

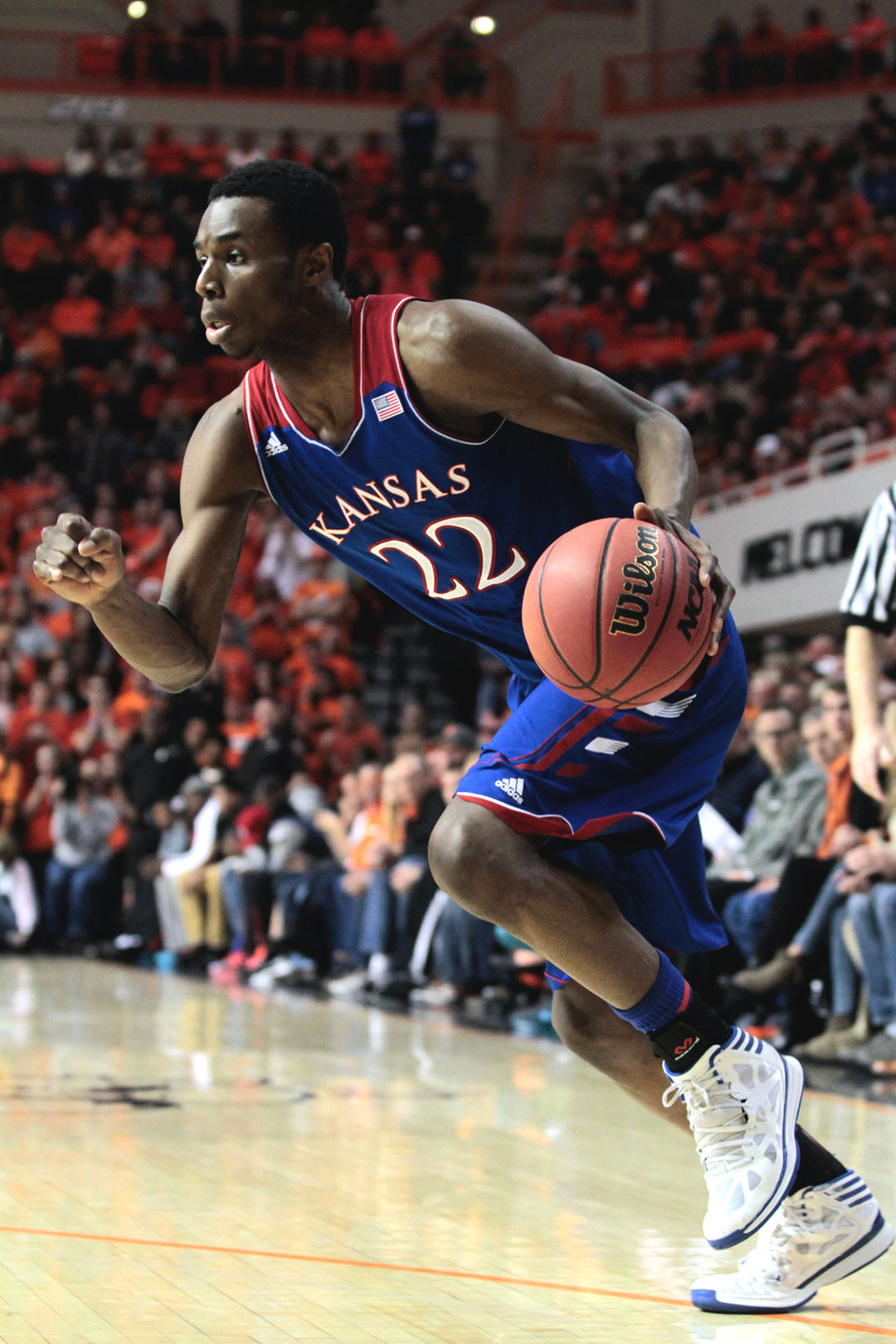
Andrew Wiggings

El draft de l'NBA 2014 es va celebrar el 26 de juny de 2014, al Barclays Center a Brooklyn, Nova York.
| Rnd. | Posició | Jugador                 | Pos.  | Nacionalitat         | Franquícia                                                                      | Univer. / equip                 |
| ---- | ------- | ----------------------- | ----- | -------------------- | ------------------------------------------------------------------------------- | ------------------------------- |
| 1    | 1       | Andrew Wiggins          | SG/SF | Canadà               | Cleveland Cavaliers                                                             | Kansas (Fr.)                    |
| 1    | 2       | Jabari Parker           | SF    | Estats Units         | Milwaukee Bucks                                                                 | Duke (Fr.)                      |
| 1    | 3       | Joel Embiid#            | C     | Camerun              | Philadelphia 76ers                                                              | Kansas (Fr.)                    |
| 1    | 4       | Aaron Gordon            | PF    | Estats Units         | Orlando Magic                                                                   | Arizona (Fr.)                   |
| 1    | 5       | Dante Exum              | PG/SG | Austràlia            | Utah Jazz                                                                       | Australian Institute of Sport   |
| 1    | 6       | Marcus Smart            | PG    | Estats Units         | Boston Celtics                                                                  | Oklahoma State (So.)            |
| 1    | 7       | Julius Randle           | PF    | Estats Units         | Los Angeles Lakers                                                              | Kentucky (Fr.)                  |
| 1    | 8       | Nik Stauskas            | SG    | Canadà               | Sacramento Kings                                                                | Michigan (So.)                  |
| 1    | 9       | Noah Vonleh             | PF    | Estats Units         | Charlotte Hornets (from Detroit)                                                | Indiana (Fr.)                   |
| 1    | 10      | Elfrid Payton           | PG    | Estats Units         | Philadelphia 76ers (from New Orleans, traded to Orlando)                        | Louisiana–Lafayette (Jr.)       |
| 1    | 11      | Doug McDermott          | SF    | Estats Units         | Denver Nuggets (traded to Chicago)                                              | Creighton (Sr.)                 |
| 1    | 12      | Dario Šarić#            | SF/PF | Croàcia              | Orlando Magic (from New York via Denver, traded to Philadelphia)                | Cibona Zagreb (Croatia)         |
| 1    | 13      | Zach LaVine             | SG    | Estats Units         | Minnesota Timberwolves                                                          | UCLA (Fr.)                      |
| 1    | 14      | T. J. Warren            | SF    | Estats Units         | Phoenix Suns                                                                    | North Carolina State (So.)      |
| 1    | 15      | Adreian Payne           | PF    | Estats Units         | Atlanta Hawks                                                                   | Michigan State (Sr.)            |
| 1    | 16      | Jusuf Nurkić            | C     | Bòsnia i Hercegovina | Chicago Bulls (from Charlotte, traded to Denver)                                | Cedevita Zagreb (Croatia)       |
| 1    | 17      | James Young             | SG/SF | Estats Units         | Boston Celtics (from Brooklyn)                                                  | Kentucky (Fr.)                  |
| 1    | 18      | Tyler Ennis             | PG    | Canadà               | Phoenix Suns (from Washington)                                                  | Syracuse (Fr.)                  |
| 1    | 19      | Gary Harris             | SG    | Estats Units         | Chicago Bulls (traded to Denver)                                                | Michigan State (So.)            |
| 1    | 20      | Bruno Caboclo           | SF    | Brasil               | Toronto Raptors                                                                 | EC Pinheiros (Brazil)           |
| 1    | 21      | Mitch McGary            | PF    | Estats Units         | Oklahoma City Thunder (from Dallas via L.A. Lakers and Houston)                 | Michigan (So.)                  |
| 1    | 22      | Jordan Adams            | SG    | Estats Units         | Memphis Grizzlies                                                               | UCLA (So.)                      |
| 1    | 23      | Rodney Hood             | SF    | Estats Units         | Utah Jazz (from Golden State)                                                   | Duke (So.)                      |
| 1    | 24      | Shabazz Napier          | PG    | Estats Units         | Charlotte Hornets (from Portland, traded to Miami)                              | Connecticut (Sr.)               |
| 1    | 25      | Clint Capela            | PF    | Suïssa               | Houston Rockets                                                                 | Élan Chalon (France)            |
| 1    | 26      | P. J. Hairston          | SG    | Estats Units         | Miami Heat (traded to Charlotte)                                                | Texas Legends (NBA D-League)    |
| 1    | 27      | Bogdan Bogdanović#      | SG    | Sèrbia               | Phoenix Suns (from Indiana)                                                     | Partizan Belgrade (Serbia)      |
| 1    | 28      | C. J. Wilcox            | SG    | Estats Units         | Los Angeles Clippers                                                            | Washington (Sr.)                |
| 1    | 29      | Josh Huestis#           | SF/PF | Estats Units         | Oklahoma City Thunder                                                           | Stanford (Sr.)                  |
| 1    | 30      | Kyle Anderson           | SF    | Estats Units         | San Antonio Spurs                                                               | UCLA (So.)                      |
| 2    | 31      | Damien Inglis#          | SF    | França               | Milwaukee Bucks                                                                 | Chorale Roanne (France)         |
| 2    | 32      | K. J. McDaniels         | SF    | Estats Units         | Philadelphia 76ers                                                              | Clemson (Jr.)                   |
| 2    | 33      | Joe Harris              | SG    | Estats Units         | Cleveland Cavaliers (from Orlando)                                              | Virginia (Sr.)                  |
| 2    | 34      | Cleanthony Early        | SF    | Estats Units         | New York Knicks (from Boston via Dallas)                                        | Wichita State (Sr.)             |
| 2    | 35      | Jarnell Stokes          | PF    | Estats Units         | Utah Jazz (traded to Memphis)                                                   | Tennessee (Jr.)                 |
| 2    | 36      | Johnny O'Bryant III     | PF    | Estats Units         | Milwaukee Bucks (from L.A. Lakers via Phoenix and Minnesota)                    | Louisiana State (Jr.)           |
| 2    | 37      | DeAndre Daniels#        | SF    | Estats Units         | Toronto Raptors (from Sacramento)                                               | Connecticut (Jr.)               |
| 2    | 38      | Spencer Dinwiddie       | PG/SG | Estats Units         | Detroit Pistons                                                                 | Colorado (Jr.)                  |
| 2    | 39      | Jerami Grant            | SF    | Estats Units         | Philadelphia 76ers (from Cleveland)                                             | Syracuse (So.)                  |
| 2    | 40      | Glenn Robinson III      | SF    | Estats Units         | Minnesota Timberwolves (from New Orleans)                                       | Michigan (So.)                  |
| 2    | 41      | Nikola Jokić#           | PF/C  | Sèrbia               | Denver Nuggets                                                                  | Mega Vizura (Serbia)            |
| 2    | 42      | Nick Johnson            | PG/SG | Estats Units         | Houston Rockets (from New York)                                                 | Arizona (Jr.)                   |
| 2    | 43      | Walter Tavares#         | C     | Cap Verd             | Atlanta Hawks                                                                   | Gran Canaria (Spain)            |
| 2    | 44      | Markel Brown            | SG    | Estats Units         | Minnesota Timberwolves (traded to Brooklyn)                                     | Oklahoma State (Sr.)            |
| 2    | 45      | Dwight Powell           | PF    | Canadà               | Charlotte Hornets                                                               | Stanford (Sr.)                  |
| 2    | 46      | Jordan Clarkson         | PG    | Estats Units         | Washington Wizards (traded to L.A. Lakers)                                      | Missouri (Jr.)                  |
| 2    | 47      | Russ Smith              | PG/SG | Estats Units         | Philadelphia 76ers (from Brooklyn via Boston and Dallas, traded to New Orleans) | Louisville (Sr.)                |
| 2    | 48      | Lamar Patterson#        | SG/SF | Estats Units         | Milwaukee Bucks (from Toronto via Phoenix, traded to Atlanta)                   | Pittsburgh (Sr.)                |
| 2    | 49      | Cameron Bairstow        | PF/C  | Austràlia            | Chicago Bulls                                                                   | New Mexico (Sr.)                |
| 2    | 50      | Alec Brown#             | C     | Estats Units         | Phoenix Suns                                                                    | Green Bay (Sr.)                 |
| 2    | 51      | Thanasis Antetokounmpo# | SF    | Grècia               | New York Knicks (from Dallas)                                                   | Delaware 87ers (NBA D-League)   |
| 2    | 52      | Vasilije Micić#         | PG    | Sèrbia               | Philadelphia 76ers (from Memphis via Cleveland)                                 | Mega Vizura (Serbia)            |
| 2    | 53      | Alessandro Gentile#     | SF    | Itàlia               | Minnesota Timberwolves (from Golden State, traded to Houston)                   | Olimpia Milano (Italy)          |
| 2    | 54      | Nemanja Dangubić#       | SG    | Sèrbia               | Philadelphia 76ers (from Houston via Milwaukee, traded to San Antonio)          | Mega Vizura (Serbia)            |
| 2    | 55      | Semaj Christon#         | PG    | Estats Units         | Miami Heat (traded to Oklahoma City via Charlotte)                              | Xavier (So.)                    |
| 2    | 56      | Roy Devyn Marble        | SG/SF | Estats Units         | Denver Nuggets (from Portland, traded to Orlando)                               | Iowa (Sr.)                      |
| 2    | 57      | Louis Labeyrie#         | PF/C  | França               | Indiana Pacers (traded to New York)                                             | Paris-Levallois Basket (France) |
| 2    | 58      | Jordan McRae#           | SG    | Estats Units         | San Antonio Spurs (from L.A. Clippers via New Orleans, traded to Philadelphia)  | Tennessee (Sr.)                 |
| 2    | 59      | Xavier Thames#          | PG/SG | Estats Units         | Toronto Raptors (from Oklahoma City via New York, traded to Brooklyn)           | San Diego State (Sr.)           |
| 2    | 60      | Cory Jefferson          | PF    | Estats Units         | San Antonio Spurs (traded to Brooklyn via Philadelphia)                         | Baylor (Sr.)                    |